# Alice Eve
Alice Sophia Eve (Hammersmith vagy London, 1982. február 6. –) brit–amerikai színésznő.
Fontosabb filmjei közé tartozik a Túl jó nő a csajom (2010), a Men in Black – Sötét zsaruk 3. (2012), a Sötétségben – Star Trek (2013) és a A szerelem útján (2014). Feltűnt a Törtetők és a Vasököl című televíziós sorozatokban is.

## Gyermekkora és családja
Az angliai Londonban született Trevor Eve brit televíziós színész és Sharon Maughen színésznő első gyermekeként. Öccsei Jack és George. A család angol, wales-i és ír felmenőkkel rendelkezik. Kisgyermekkorában a család Los Angelesbe költözött, majd 13 éves korában visszatelepültek az Egyesült Királyságba.

## Pályafutása
A BBC több televíziós sorozatában szerepelt. Első filmszerepét 2004-ben a Nőies játékok című romantikus történelmi drámában kapta.
2006-tól színházi szerepekben is feltűnt. Teljesítményéért jelölték a Theatregoers' Choice Awards legjobb női mellékszereplőnek járó díjára.
2010-ben megkapta első amerikai filmes szerepét a Túl jó nő a csajom című vígjátékban. A film érdekessége, hogy filmbéli szüleit valódi édesanyja és édesapja alakítja. Ugyanebben az évben mellékszerepet játszott az azonos című sorozatból készült Szex és New York 2. című romantikus vígjátékban, Charlotte ír dadusát alakítva.
2011-ben visszatérő vendégszereplő lett az HBO saját gyártású, Törtetők című sorozatának 8. évadjában.

## Magánélete
Felváltva él Londonban és Los Angelesben. 2017-ben honosítással amerikai állampolgárságot szerzett.
Heterokrómia miatt Eve egyik szeme zöld, a másik kék.

## Filmográfia

### Film
| Év   | Magyar cím                          | Eredeti cím                             | Szerep                    | Magyar hang       |
| ---- | ----------------------------------- | --------------------------------------- | ------------------------- | ----------------- |
| 2004 | Nőies játékok                       | Stage Beauty                            | Miss Frayne               |                   |
| 2006 | A nagy kvízválasztó                 | Starter for 10                          | Alice Harbinson           | Ullmann Mónika    |
| 2006 | Rosszbarátok                        | Big Nothing                             | Josie                     | Fésűs Bea         |
| 2007 |                                     | The Amazing Trousers (rövidfilm)        | Colette                   |                   |
| 2009 | A szabadság határai                 | Crossing Over                           | Claire Sheperd            | Czető Zsanett     |
| 2010 | Túl jó nő a csajom                  | She's Out of My League                  | Molly McCleish            | Zsigmond Tamara   |
| 2010 | Szex és New York 2.                 | Sex and the City 2                      | Erin                      | Németh Borbála    |
| 2011 | Menyasszony csaléteknek             | The Decoy Bride                         | Lara Tyler                | Molnár Ilona      |
| 2012 |                                     | ATM                                     | Emily Brandt              |                   |
| 2012 | A holló                             | The Raven                               | Emily Hamilton            | Földes Eszter     |
| 2012 | Men in Black – Sötét zsaruk 3.      | Men in Black 3                          | O ügynök fiatalon         | Zsigmond Tamara   |
| 2012 |                                     | Please, Alfonso (rövidfilm)             | Annabelle                 |                   |
| 2012 |                                     | Decoding Annie Parker                   | Louise                    |                   |
| 2013 | Egy bársonyos reggel                | Some Velvet Morning                     | Velvet                    | Ruttkay Laura     |
| 2013 | Star Trek – Sötétségben             | Star Trek Into Darkness                 | Dr. Carol Marcus          | Peller Anna       |
| 2013 | A rabló szeme                       | Cold Comes the Night                    | Chloe                     | Vadász Bea        |
| 2014 | Éjszaka a múzeumban – A fáraó titka | Night at the Museum: Secret of the Tomb | Guinevere / önmaga        | Zsigmond Tamara   |
| 2014 | A szerelem útján                    | Before We Go                            | Brooke Dalton             | Farkasházi Réka   |
| 2014 |                                     | Death of a Farmer                       | nem szerepel              |                   |
| 2015 | Piszkos kis hétvége                 | Dirty Weekend                           | Natalie Hamilton          | Nemes Takách Kata |
| 2015 |                                     | Lithgow Saint (rövidfilm)               | Amelia Adams              |                   |
| 2016 | Beépített tudat                     | Criminal                                | Marta Lynch               | Farkasházi Réka   |
| 2016 | A megtévesztésen túl                | Misconduct                              | Charlotte                 | Peller Anna       |
| 2017 |                                     | Bees Make Honey                         | Honey                     |                   |
| 2017 | Világot látok                       | Please Stand By                         | Audrey                    | Zsigmond Tamara   |
| 2017 |                                     | The Stolen                              | Charlotte Lockton         |                   |
| 2018 | Különjárók                          | Untogether                              | Irene                     |                   |
| 2018 | Gyémánthajsza                       | The Con Is On                           | Jackie                    | Sipos Eszter Anna |
| 2018 | Klónok                              | Replicas                                | Mona Foster               | Mahó Andrea       |
| 2019 | Botrány                             | Bombshell                               | Ainsley Earhardt          |                   |
| 2021 |                                     | Warning                                 | Claire                    |                   |
| 2022 | Pokoli gépezet                      | The Infernal Machine                    | Laura Higgins rendőrtiszt | Zsigmond Tamara   |
| 2023 | Az elátkozott Queen Mary            | Haunting of the Queen Mary              | Anne Caulder              | Zsigmond Tamara   |
| 2023 | Dzsungelhajsza                      | Freelance                               | Jenny Pettits             | Varga Lili        |
| 2024 | Elvetemült gyilkos                  | Cult Killer                             | Cassie Holt               |                   |
| 2024 | Fedezékbe                           | Take Cover                              | Tamara                    | Zsigmond Tamara   |

### Televízió
| Év   | Magyar cím                 | Eredeti cím              | Szerep                        | Megjegyzések                                                           |
| ---- | -------------------------- | ------------------------ | ----------------------------- | ---------------------------------------------------------------------- |
| 2004 |                            | Hawking                  | Martha Guthrie                | tévéfilm                                                               |
| 2005 |                            | The Rotters' Club        | Cicely Boyd                   | minisorozat (3 epizód)                                                 |
| 2005 |                            | Beethoven                | Giulietta Guicciardi bárónő   | 1 epizód                                                               |
| 2005 | Agatha Christie: Poirot    | Agatha Christie's Poirot | Lenox Tamplin                 | - 1 epizód - (A titokzatos kék vonat) - magyar hangja: - Solecki Janka |
| 2006 |                            | Losing Gemma             | Esther                        | kétrészes tévéfilm                                                     |
| 2011 | Törtetők                   | Entourage                | Sophia                        | 4 epizód                                                               |
| 2016 | Fekete tükör               | Black Mirror             | Naomi Jayne Blestow           | - 1 epizód - (Szabadesés)                                              |
| 2018 | Agatha Christie – Az alibi | Ordeal by Innocence      | Gwenda Vaughan                | - minisorozat - magyar hangja: - Nagy-Kálózy Eszter                    |
| 2018 | Robotcsirke                | Robot Chicken            | Jane Porter / Alexis (hangja) | 1 epizód                                                               |
| 2018 | Vasököl                    | Iron Fist                | Mary Walker                   | 10 epizód                                                              |
| 2020 |                            | Belgravia                | Susan Trenchard               | minisorozat (6 epizód)                                                 |